# Helmut Bauermeister
Helmut Bauermeister (* 24. April 1927 in Sangerhausen; † 1989) war ein deutscher Wirtschaftsfunktionär der SED und Botschafter der Deutschen Demokratischen Republik in Kuba und Ecuador.

## Leben
Bauermeister, Sohn einer Arbeiterfamilie, besuchte die Volks- und Berufsschule und erlernte den Beruf des Industriekaufmanns. Nach einer Lehre erwarb Bauermeister sein Abitur an einer Arbeiter-und-Bauern-Fakultät, studierte danach Wirtschaftswissenschaften an den Universitäten Halle, Leipzig und Berlin mit dem Abschluss als Diplomwirtschaftler. Von 1951 bis 1958 war er Mitarbeiter und später Leiter der Hauptabteilung Planung der Arbeitskräfte in der Staatlichen Plankommission der DDR. Von 1958 bis 1961 war er Leiter der Abteilung Planung und stellvertretender Vorsitzender des Wirtschaftsrates des Bezirks Leipzig. Zwischen 1961 und 1971 wirkte er als Vorsitzender der Bezirksplankommission und stellvertretender Vorsitzender des Rates des Bezirkes Leipzig.
Von 1967 bis 1971 gehörte Bauermeister zudem dem Sekretariat der SED-Bezirksleitung Leipzig an.
1970 arbeitete er zeitweise als Leiter der Bezirksenergiekommission Leipzig.
Von 1971 bis 1972 besuchte er einen Lehrgang zur Vorbereitung auf den diplomatischen Dienst und begann 1972 seine Arbeit im Ministerium für Auswärtige Angelegenheiten der DDR. Von 1972 bis 1973 war er Zweiter Sekretär an der Botschaft in Santiago de Chile, danach wirkte er von 1973 bis März 1975 als Botschafter in Havanna sowie von November 1975 bis August 1979 als Botschafter in Quito. Nach dem Ausscheiden aus dem diplomatischen Dienst wurde er ökonomischer Direktor und Stellvertreter des Generaldirektors des VEB Brühlpelz in Leipzig.

## Auszeichnungen
- Verdienstmedaille der DDR (1961)
- Vaterländischer Verdienstorden in Bronze (1971)